# Zvole (ort i Tjeckien, Mellersta Böhmen)
Zvole är en ort i Tjeckien.   Den ligger i regionen Mellersta Böhmen, i den centrala delen av landet, 17 km söder om huvudstaden Prag. Zvole ligger 369 meter över havet och antalet invånare är 1 114.
Terrängen runt Zvole är kuperad västerut, men österut är den platt. Runt Zvole är det ganska tätbefolkat, med 90 invånare per kvadratkilometer. Närmaste större samhälle är Prag, 17,0 km norr om Zvole. I omgivningarna runt Zvole växer i huvudsak blandskog.